# Post Danmark Rundt 2009
Post Danmark Rundt 2009 var den 19. udgave af det danske cykeletapeløb Post Danmark Rundt, som blev kørt i perioden onsdag den 29. juli – 2. august med opløb på Frederiksberg. 
Kongeetapen i Post Danmark Rundt 2009 blev kørt den 31. juli fra Århus til Vejle over 185 km. Deltagerne skulle gennemføre en meget krævende rute med afslutning på den berygtede Kiddesvej med sine 21 % i stigning og tusindvis af tilskuere i vejkanten. 

## Etaper
| Etape    | Dato      | Strækning                         | Distance | Etapevinder       | Dagens Fighter   |
| -------- | --------- | --------------------------------- | -------- | ----------------- | ---------------- |
| 1. etape | 29. juli  | Hirtshals – Rebild                | 175 km   | Matti Breschel    | Nicolaj Olesen   |
| 2. etape | 30. juli  | Aars – Århus                      | 190 km   | Nicki Sørensen    | Klaas Lodewyck   |
| 3. etape | 31. juli  | Århus – Vejle                     | 185 km   | Jakob Fuglsang    | Dominique Rollin |
| 4. etape | 1. august | Korsør – Køge                     | 115 km   | Jeremy Hunt       | Roger Hammond    |
| 5. etape | 1. august | Roskilde – Roskilde (enkeltstart) | 15,5 km  | Maurizio Biondo   | Ikke uddelt      |
| 6. etape | 2. august | Ringsted – Frederiksberg          | 150 km   | Sebastian Siedler | Allan Johansen   |
| Totalt   | Totalt    | Totalt                            | 830,5 km |                   |                  |

## Klassementerne og trøjernes fordeling gennem løbet
Dette er en oversigt over stillingen i de forskellige klassementer gennem løbet. Point- (spurter), bakke- og figtherkonkurrencen blev alle tildelt den rytter, der havde flest point i den pågældende konkurrence. De sidste tre (gul, ungdom og hold) blev tildelt efter rytternes tider.
| Etape  | Gule førertrøje | Pointtrøje     | Bakketrøje              | Ungdomstrøje        | Holdkonkurrence  | Fighterkonkurrence |
| 1      | Matti Breschel  | Matti Breschel | Dominique Rollin        | Thijs Van Amerongen | Team Saxo Bank   | Nicolaj Olesen     |
| 2      | Nicki Sørensen  | Matti Breschel | Thomas Riber-Sellebjerg | Martin Reimer       | Team Saxo Bank   | Klaas Lodewyck     |
| 3      | Jakob Fuglsang  | Matti Breschel | Troels Vinther          | Rasmus Guldhammer   | Team Saxo Bank   | Dominique Rollin   |
| 4      | Jakob Fuglsang  | Matti Breschel | Troels Vinther          | Rasmus Guldhammer   | Cervelo TestTeam | Roger Hammond      |
| 5      | Jakob Fuglsang  | Matti Breschel | Troels Vinther          | Rasmus Guldhammer   | Team Saxo Bank   | Roger Hammond      |
| 6      | Jakob Fuglsang  | Matti Breschel | Troels Vinther          | Rasmus Guldhammer   | Team Saxo Bank   | Allan Johansen     |
| Samlet | Jakob Fuglsang  | Matti Breschel | Troels Vinther          | Rasmus Guldhammer   | Team Saxo Bank   | Allan Johansen     |

## Resultater

### Sammenlagt
|    | Rytter              | Hold                | Tid      |
| -- | ------------------- | ------------------- | -------- |
| 1  | Jakob Fuglsang      | Team Saxo Bank      | 19:42.03 |
| 2  | Maurizio Biondo     | Ceramica Flaminia   | + 0.03   |
| 3  | Roger Hammond       | Cervélo             | + 0.47   |
| 4  | Rasmus Guldhammer   | Team Capinordic     | + 0.48   |
| 5  | Matti Breschel      | Team Saxo Bank      | + 0.48   |
| 6  | Allan Johansen      | Team Designa Køkken | + 0.54   |
| 7  | Ignatas Konovalovas | Cervélo             | + 0.57   |
| 8  | Lars Bak            | Team Saxo Bank      | + 1.02   |
| 9  | Martin Reimer       | Cervélo             | + 1.05   |
| 10 | Fredrick Ericsson   | Team Capinordic     | + 1.13   |

### Pointkonkurrencen
|   | Rytter          | Hold            | Point |
| - | --------------- | --------------- | ----- |
| 1 | Matti Breschel  | Team Saxo Bank  | 59    |
| 2 | Jeremy Hunt     | Cervélo         | 29    |
| 3 | Martin Pedersen | Team Capinordic | 27    |

### Bakkekonkurrencen
|   | Rytter                  | Hold                | Point |
| - | ----------------------- | ------------------- | ----- |
| 1 | Troels Vinther          | Team Capinordic     | 36    |
| 2 | Thomas Riber-Sellebjerg | Team Capinordic     | 36    |
| 3 | René Jørgensen          | Team Designa Køkken | 18    |

### Ungdomskonkurrencen
|   | Rytter                  | Hold             | Tid      |
| - | ----------------------- | ---------------- | -------- |
| 1 | Rasmus Guldhammer       | Team Capinordic  | 19:42.51 |
| 2 | Martin Reimer           | Cervélo          | + 0.17   |
| 3 | Christopher Juul-Jensen | Glud & Marstrand | + 1.39   |

### Fighterkonkurrencen
|   | Rytter           | Hold                | Point |
| - | ---------------- | ------------------- | ----- |
| 1 | Allan Johansen   | Team Designa Køkken | 10    |
| 2 | Roger Hammond    | Cervélo             | 10    |
| 3 | Dominique Rollin | Cervélo             | 10    |

### Holdkonkurrencen
|   | Hold            | Nation  | Tid      |
| - | --------------- | ------- | -------- |
| 1 | Team Saxo Bank  | Danmark | 59:07.30 |
| 2 | Cervélo         | Schweiz | + 0.07   |
| 3 | Team Capinordic | Danmark | + 1.17   |

## Hold
Team Columbia-HTC havde oprindeligt meldt sin ankomst til løbet, men meldte fra, da man ikke kunne stille hold .
| - Team Saxo Bank - Cervélo TestTeam - Ceramica Flaminia-Bossini Docce - Team Capinordic | - Silence-Lotto - Team Designa Køkken - Blue Water–Cycling for Health - Topsport Vlaanderen-Mercator | - Vacansoleil - Glud & Marstrand Horsens - Team Concordia-Vesthimmerland Pro Cycling - Vorarlberg-Corratec | - Team Post Danmark - ISD-Sport Donetsk - CSF Group-Navigare |